# Revuelta (organización juvenil)
Revuelta es una organización juvenil española[cita requerida]Fundada en septiembre de 2023, la asociación ha ganado notoriedad por su participación activa en manifestaciones y protestas contra el Gobierno español, particularmente en temas como el globalismo y la ideología de género, la Ley de amnistía de España de 2024 o la gestión política de la DANA de Valencia.

## Origen y objetivos
Revuelta surgió como una respuesta al contexto político en España, caracterizado por una polarización creciente y el rechazo de ciertas políticas impulsadas por el Gobierno de Pedro Sánchez. La organización se presenta como un movimiento juvenil que aspira a la «renovación de la nación», oponiéndose a lo que considera amenazas como el separatismo, la corrupción, y las políticas «antifamiliares». Su manifiesto incluye referencias referencias al "honor", la "patria" y la "militancia patriótica". Aunque Revuelta se declara independiente de partidos políticos, las similitudes en el ideario y el apoyo recibido por figuras destacadas de Vox han llevado a considerarla como un «brazo juvenil» del partido.
Los objetivos de Revuelta también incluyen la «pervivencia cultural, territorial y demográfica de España» frente al «wokismo» y el «globalismo».La organización considera que la juventud tiene la tarea de «renovar la nación» y se opone al individualismo y a las políticas que consideran perjudiciales para los valores tradicionales de España. Estos valores incluyen la unidad del país, la defensa de las tradiciones y la oposición a la inmigración masiva que, según ellos, amenaza la identidad nacional.

## Actividades y protestas
Revuelta ha protagonizado numerosas manifestaciones en varias ciudades españolas, destacando por su capacidad de convocatoria, la intensidad de sus movilizaciones y actos violentos y delictivos. Uno de los actos más conocidos de la asociación tuvo lugar frente a la sede del PSOE en la calle Ferraz de Madrid, en protesta contra las negociaciones entre el gobierno y partidos independentistas. En dichas manifestaciones, los miembros de Revuelta mostraron pancartas y lanzaron consignas en contra del presidente Pedro Sánchez y su partido. Además, participaron en actos simbólicos como la destrucción de un muñeco que representaba al presidente, lo cual generó controversia y críticas por incitar a la violencia.
La asociación también ha organizado protestas en respuesta a la política de amnistía para los líderes independentistas catalanes. En estas concentraciones, Revuelta ha adoptado la sede del PSOE en Ferraz como «símbolo» de su causa y ha instado a movilizarse frente a las sedes socialistas de diversas ciudades del país. Además de Madrid, se han registrado protestas en ciudades como Barcelona, Badajoz, Bilbao, Sevilla, Valencia, Oviedo, Salamanca, Tarragona y Zaragoza. Estas protestas no siempre cuentan con los permisos pertinentes, lo que ha llevado a que algunas de ellas sean consideradas ilegales.
Revuelta también ha tenido presencia en actos simbólicos, como el homenaje a las víctimas de atentados terroristas, y en concentraciones organizadas por la Fundación para la Defensa de la Nación Española (Denaes), una fundación vinculada a Vox y por la cual Santiago Abascal desviaría dinero de los militantes de Vox. En estos eventos, los miembros de Revuelta han utilizado un discurso cargado de referencias patrióticas y de rechazo a lo que consideran concesiones inaceptables del gobierno hacia el separatismo y la izquierda radical.
El 25 de mayo de 2025, la asociación realizó una intervención en Bilbao cubriendo con una gran bandera de España un mural que rendía homenaje a presos de ETA. Según la organización, esta acción tuvo como objetivo denunciar la presencia de simbología proetarra en espacios públicos y evidenciar la inacción de algunos ayuntamientos frente a estas expresiones. Durante la operación, el vehículo de los activistas fue atacado, lo que Revuelta interpretó como una muestra de intolerancia hacia su actividad. La acción recibió una considerable cobertura mediática y fue compartida ampliamente en redes sociales.
El 29 de mayo de 2025, Revuelta organizó una manifestación junto a vecinos del barrio madrileño de Parque de las Avenidas para protestar contra la reconversión de un antiguo ambulatorio, ubicado en la Avenida Baviera número 9, en un albergue destinado a inmigrantes en situación irregular. La concentración se enmarcó en un creciente malestar vecinal por la apertura de este tipo de centros en zonas residenciales, y según los convocantes, representa una "imposición" sin consenso ni información previa a los residentes. La asociación denunció que el proyecto convertiría el inmueble en un alojamiento turístico de bajo coste gestionado por ONGs, financiado con fondos públicos y con capacidad para decenas de personas. Revuelta ha afirmado que este tipo de políticas "genera inseguridad" y "atenta contra la cohesión vecinal". En los días previos a la manifestación, ya se habían producido varias concentraciones espontáneas de vecinos, en las que se expresaron protestas similares, lo que motivó la convocatoria formal liderada por la organización juvenil.

## Asistencia social y voluntariado
Uno de los momentos más destacados en la trayectoria de Revuelta como asociación juvenil se produjo durante la emergencia provocada por la DANA que afectó gravemente a la Comunidad Valenciana en septiembre de 2024. Mientras las autoridades gestionaban los primeros compases de la crisis, la organización desplegó de manera casi inmediata un operativo de voluntariado que fue calificado por diversos medios como uno de los más eficaces y rápidos de los días posteriores al desastre.
A través de redes sociales, canales de mensajería y convocatorias locales, Revuelta movilizó a centenares de jóvenes voluntarios en distintas provincias. La asociación organizó recogidas masivas de alimentos, ropa, productos de higiene y otros materiales de primera necesidad, llegando a reunir —según cifras publicadas por medios como El Español y El Mundo— cerca de 1.000 toneladas de ayuda humanitaria en menos de una semana.
La ayuda fue distribuida tanto en núcleos urbanos como en zonas rurales aisladas por las inundaciones, destacando su capacidad logística sin apenas recursos institucionales. Este esfuerzo solidario fue reconocido por muchos ciudadanos y vecinos de las zonas afectadas, que encontraron en los jóvenes de Revuelta uno de los primeros apoyos tangibles tras la catástrofe. Algunos reportajes señalaron que su despliegue superó, en algunos casos, la velocidad de respuesta de entidades oficiales, reforzando su imagen como movimiento organizado, eficiente y comprometido con la realidad social.
Aunque su intervención no estuvo exenta de controversia, con críticas desde sectores que cuestionaron la supuesta neutralidad del operativo, varios testimonios coincidieron en destacar la labor altruista y el impacto positivo en la población afectada. La propia organización defendió que su participación fue "completamente voluntaria, sin pedir nada a cambio, y motivada por un deber moral con España y sus gentes".
Esta acción marcó un punto de inflexión en la percepción pública de Revuelta, mostrando una faceta de implicación social y compromiso comunitario que contrasta con su habitual presencia en el ámbito de la protesta política. Para muchos observadores, la gestión de la ayuda en la DANA consolidó a la organización como un actor juvenil con capacidad real de movilización y vocación de servicio ante situaciones de crisis.

## Estructura y financiación
Revuelta centra sus acciones en tres ámbitos: la calle, las redes sociales y la universidad. La organización se está expandiendo en el ámbito universitario, con el objetivo de movilizar a los jóvenes y establecer «ramas universitarias». Además, planean organizar campamentos de verano para jóvenes interesados en la «militancia patriótica». Estos campamentos buscan atraer a jóvenes que deseen participar en actividades comunitarias y alejadas del «hedonismo».
En cuanto a la financiación, Revuelta afirma ser autónoma, dependiendo exclusivamente de las cuotas de sus afiliados, donaciones particulares y la venta de merchandising. Las cuotas varían entre 3 y 20 euros, y también se ofrecen donaciones de hasta 200 euros. Aunque la organización asegura tener independencia económica, diversos analistas han señalado el apoyo implícito de Vox y la relación de sus miembros con este partido. La financiación también incluye la venta de camisetas con mensajes como "Revuelta contra el separatismo" y la recepción de mecenazgos de hasta 200 euros.
La organización cuenta con casi 60.000 seguidores en la red social X (anteriormente Twitter), entre los cuales se encuentran destacados dirigentes de Vox y miembros del sindicato Solidaridad, afín a dicho partido. Entre las cuentas que sigue Revuelta se encuentran asociaciones estudiantiles y colectivos de ulrtaderecha, como Denaes, Alternativa Estudiantil y Sociedad Civil Catalana.

## Controversias
Revuelta ha estado envuelta en diversas controversias desde su fundación. En noviembre de 2024, un voluntario vinculado al grupo reivindicó un ataque contra la comitiva del presidente del Gobierno, Pedro Sánchez, durante una visita oficial a Paiporta. Este incidente generó investigaciones policiales y condenas de diferentes sectores de la sociedad por la violencia implícita en las acciones del grupo. Los participantes en el ataque afirmaron haber dañado el vehículo de Sánchez y haberle golpeado con un palo en la espalda.
La asociación también ha sido criticada por la retórica empleada en sus manifestaciones y discursos, los cuales a menudo incluyen referencias a la «lucha» y la «batalla cultural» contra el Gobierno actual, la «ideología de género», el marxismo y el globalismo. Sus acciones y declaraciones han polarizado el debate político en España, atrayendo tanto el apoyo de simpatizantes como la condena de aquellos que los consideran extremistas.
En algunos casos, las protestas han derivado en altercados con las fuerzas de seguridad y actos de violencia simbólica, como el uso de muñecos que representan a líderes políticos para escenificar ataques. Revuelta ha defendido sus métodos argumentando que estos actos son simbólicos y buscan visibilizar una «voz ignorada» por los medios de comunicación tradicionales.
La asociación también ha sido criticada por sus vínculos con otros grupos de extrema derecha. Según diversas fuentes, Revuelta está relacionada con Plataforma 711, una organización que anteriormente intentó establecerse en el ámbito universitario y que también tenía vínculos con Vox. Aunque Plataforma 711 no logró consolidarse, los jóvenes que formaban parte de ella se reagruparon bajo la marca Revuelta, aprovechando el contexto político de crispación para relanzar el movimiento.